# Won U-jong
Won U-jong (korejsky 원우영, anglický přepis: Won Woo-young; * 2. února 1982 Soul, Jižní Korea) je bývalý jihokorejský sportovní šermíř, který se specializoval na šerm šavlí. Jižní Koreu reprezentoval od roku 2005 deset let. Na olympijských hrách startoval v roce 2012 v soutěži jednotlivců a družstev. V soutěži jednotlivců postoupil na olympijských hrách do osmifinále. V roce 2010 získal titul mistra světa v soutěži jednotlivců. S jihokorejským družstvem šavlistů vybojoval zlatou olympijskou medaili v roce 2012 a v roce 2014 vybojoval s družstvem druhé místo na mistrovství světa.